# 台西村 (彰化縣)

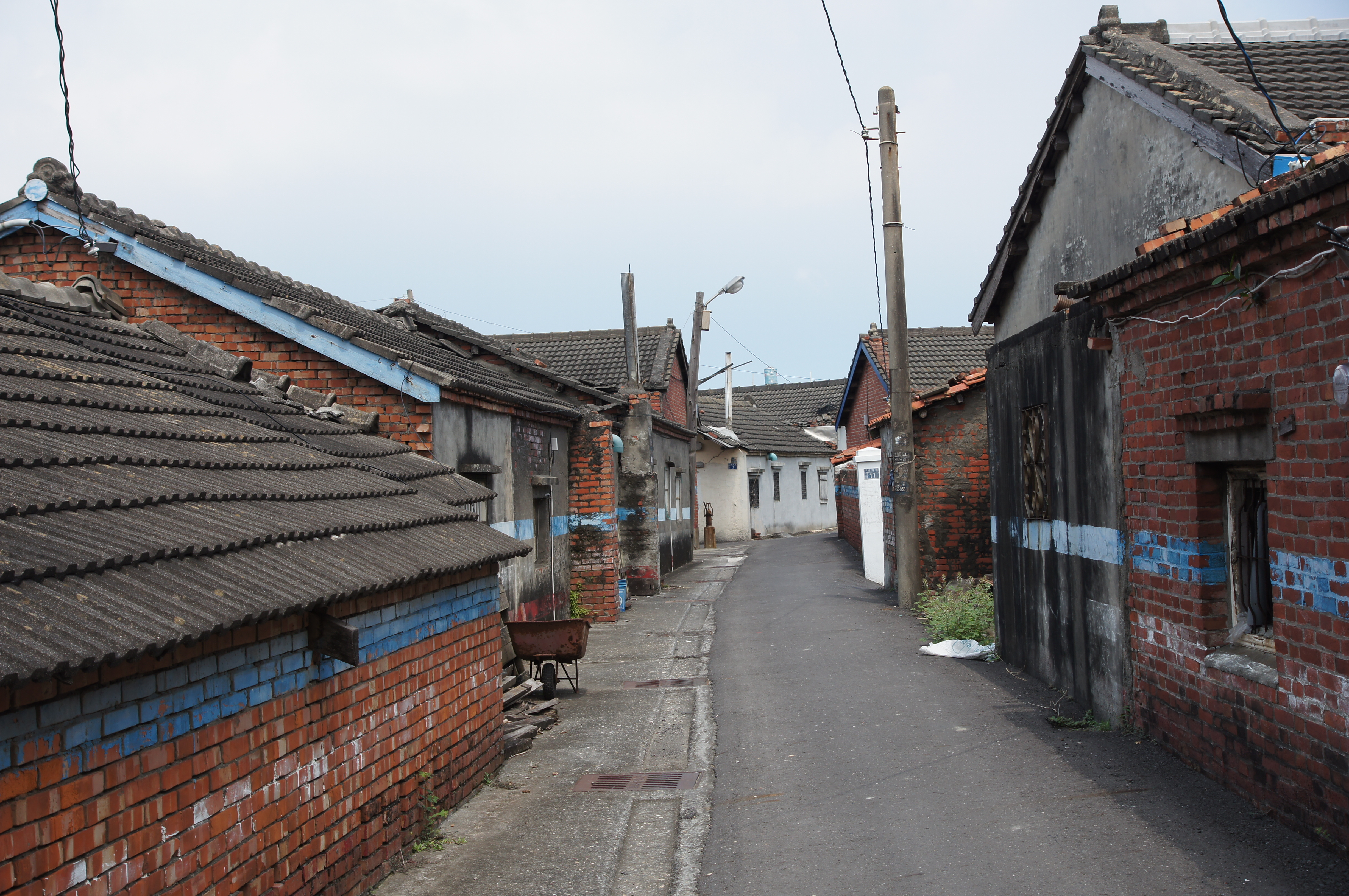
紅磚灰瓦傳統房舍

台西村，舊名「下海墘厝」，位於臺灣彰化縣大城鄉西南端，濁水溪入海口北側，共有12鄰。台西村的癌症發生率是同在大城鄉其他村的2倍以上。